# Controversia del tiomersal

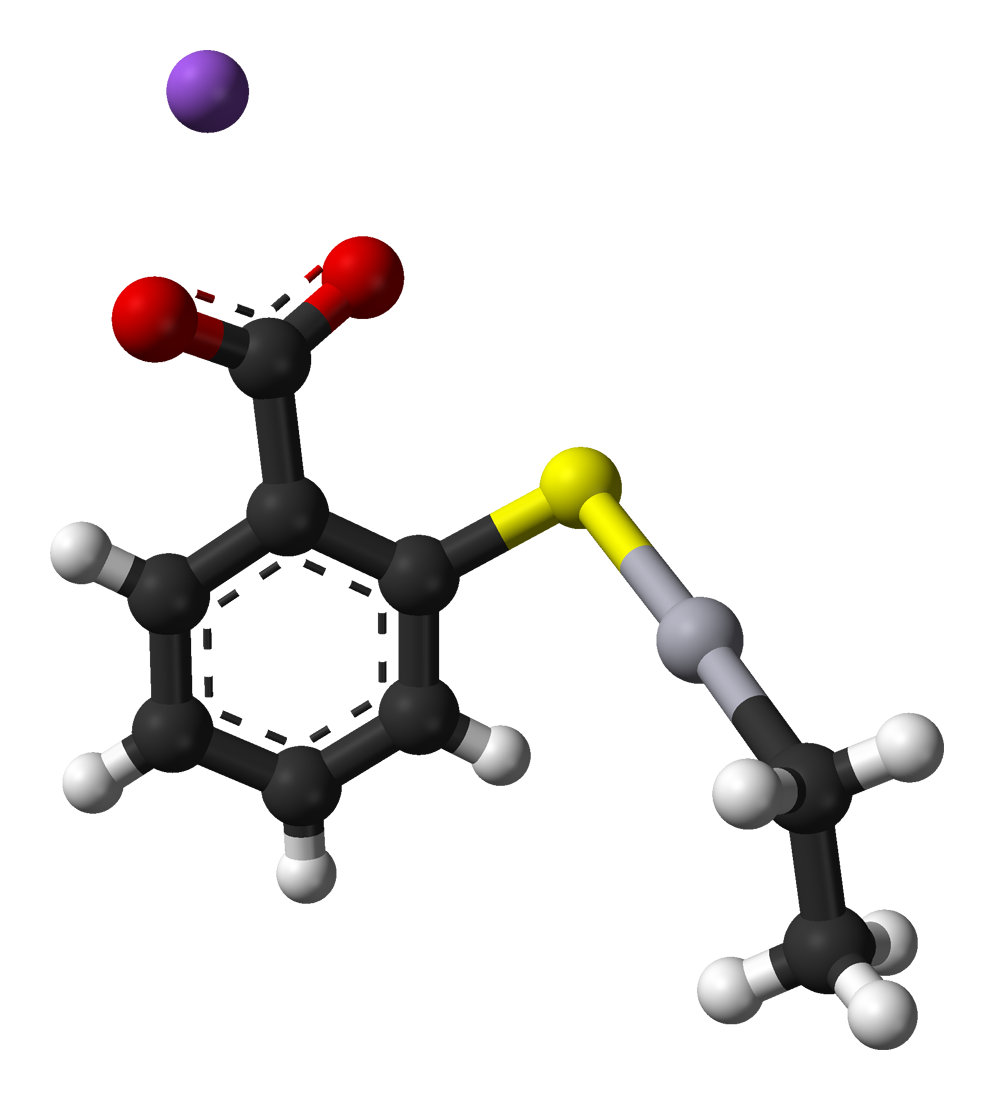
Modelo de bola y palo de la molécula de tiomersal. Datos de difracción de rayos X de cristal único de estructuras moleculares de timerosal (mertiolato) y otros compuestos alquílicos de mercurio y ariltiolato J. G. Melnick, K. Yurkerwich, D. Buccella, W. Sattler, G. ParkinInorg. Química. (2008) 47, 6421–6426 Imagen generada en Accelrys DS Visualizer.

La controversia del tiomersal describe las afirmaciones que las vacunas que contienen el conservante tiomersal contribuyen al desarrollo de autismo y otros trastornos del desarrollo neurológico. El consenso científico actual es que no existe evidencia científica convincente que apoye estas afirmaciones, y un artículo de 2011 describe la conexión de la vacuna y el autismo como "el fraude médico más dañino de los últimos 100 años".
El tiomersal es un organomercurio utilizado como conservante en vacunas desde la década de 1930 para evitar la contaminación por bacterias y hongos. El timerosal se metaboliza en el cuerpo produciendo etilmercurio, que es rápidamente eliminado y no presenta toxicidad a las dosis presente en las vacunas. En 1999, tras un examen obligatorio de los alimentos y medicamentos que contienen mercurio, los Centers for Disease Control and Prevention (CDC) y la American Academy of Pediatrics (AAP) estadounidenses solicitaron a los fabricantes eliminar el tiomersal de las vacunas lo antes posible como medida puramente cautelar y fue eliminado rápidamente de la mayoría de las vacunas estadounidenses y europeos. En el contexto del aumento percibido de las tasas de autismo y el aumento del número de vacunas en el calendario de vacunación infantil, algunos padres creen que la eliminación del tiomersal era una indicación de que el conservante causaba autismo.
El impacto potencial de tiomersal en el autismo ha sido ampliamente investigado. Múltiples líneas de evidencia científica ha demostrado que el tiomersal y su metabolito el  etilmercurio no causan autismo. Por ejemplo, los síntomas clínicos del envenenamiento por mercurio difieren significativamente de los del autismo. Además, varios estudios de población han encontrado ninguna asociación entre el timerosal y el autismo y las tasas de autismo han seguido aumentando a pesar de la eliminación del tiomersal de las vacunas. En consecuencia, los principales organismos científicos y médicos, tales como el Institute of Medicine y la Organización Mundial de la Salud (OMS), así como agencias gubernamentales como la Food and Drug Administration (FDA) y el CDC rechazan cualquier papel del tiomersal en el autismo u otros trastornos del neurodesarrollo. A pesar del consenso de la comunidad científica, algunos padres y grupos de interés continúan afirmando que el tiomersal está vinculado al autismo.
Esta controversia ha causado múltiples daños debido a que los padres intentan tratar a sus hijos autistas con tratamientos no probados y posiblemente peligrosos, desalienta a los padres a vacunar a sus hijos debido a los temores sobre la toxicidad del tiomersal y desvía recursos de investigación en las áreas más prometedoras para la causa del autismo. Miles de demandas han sido presentadas en los EE. UU. para demandar por daños a la supuesta toxicidad de las vacunas, incluidas las que supuestamente causada por tiomersal. Los tribunales estadounidenses han fallado en contra de varios casos representativos sobre el tiomersal, lo que sugiere que es improbable que casos futuros tengan éxito.
Fuera de los Estados Unidos, las preocupaciones sobre el tiomersal no habían obtenido ninguna popularidad significativa para 2009.

## CDC solicita su eliminación
En 1999, tras un examen obligatorio de los alimentos y medicamentos que contienen mercurio (Hg), los Centros para el Control y Prevención de Enfermedades (CDC en inglés) y la Academia Americana de Pediatría (AAP) estadounidenses, solicitaron a los fabricantes eliminar el tiomersal de las vacunas lo antes posible, como medida cautelar. El timerosal fue eliminado de la mayoría de las vacunas estadounidenses y europeas. Sin embargo esta medida no refleja el consenso científico que establece que no existen evidencias de problemas de salud relacionados con el timerosal presente en las vacunas.

## Evaluación científica
En el contexto del aumento percibido de las tasas de autismo y el aumento del número de vacunas en el calendario de vacunación infantil, muchos padres creen que la eliminación del tiomersal es una indicación de que el conservante causaba autismo.
El impacto potencial de tiomersal en el autismo ha sido ampliamente investigado. Múltiples líneas de evidencia científica ha demostrado que el tiomersal no causa autismo. Por ejemplo, los síntomas clínicos del envenenamiento por mercurio difieren significativamente de los del autismo. Además, varios estudios de población no han encontrado asociación entre el timerosal y el autismo y las tasas de autismo han seguido aumentando a pesar de la eliminación del tiomersal de las vacunas. En consecuencia, los principales organismos científicos y médicos, tales como el Instituto de Medicina de los EE. UU. y la Organización Mundial de la Salud (OMS), así como agencias gubernamentales como la Food and Drug Administration (FDA) y el CDC rechazan cualquier papel del tiomersal en el autismo u otros trastornos del neurodesarrollo.